# Туркменбаши (залив)
Туркменбаши (до 1997 г. Красноводски залив) (на туркменски: Türkmenbaşy aýlagy; на руски: Туркменбашы) е залив в източната част на Каспийско море, край западните брегове на Туркменистан. Вдава се навътре в сушата на 46 km. Ширина на входа 18 km. Дълбочина до 6 m. Отделен е от морето чрез Красноводската (на север) и Челекенската коса (на юг). Бреговете му са силно разчленени от множество малки полуострови и заливчета. От изток в него се вдава полуостров Дарджа, разделящ го на две части – на север Балхански залив, на юг Северен Челекенски залив. Солеността е 13 – 16 ‰, а на североизток достига до 50‰. На северозападния му бряг е разположен град Туркменбаши (бивш Красноводск), най-голямото пристанище на Туркменистан.